# Clarkcoma canaliculata
Clarkcoma canaliculata is een slangster uit de familie Ophiocomidae. De wetenschappelijke naam van de soort werd als Ophiocoma canaliculata in 1869 gepubliceerd door Christian Frederik Lütken.